# Mount Alekseyev
Mount Alekseyev (russisch Гура Алексеевой) ist ein Berg im ostantarktischen Enderbyland. Er ragt 10 km nordöstlich der McNaughton Ridges in den Scott Mountains auf.
Benannt wurde der Berg von Teilnehmern einer sowjetischen Antarktisexpedition zu Beginn der 1960er Jahre nach dem sowjetischen Piloten Anatoli Alexejew (1902–1974). Das Antarctic Names Committee of Australia (ANCA) übertrug diese Benennung nach einer geographischen Positionskorrektur 1968 ins Englische, was 1971 vom Advisory Committee on Antarctic Names übernommen wurde.